# بادان
بادان یا باذان، به روایت شاهنامه نام یکی از مرزداران ایران در عهد خسروپرویز است.
بادان پسر ِ پیروز بود و به همین دلیل گاهی از وی با عنوان بادان پیروز نیز نام برده می‌شود.هنگامیکه خسروپرویز در حال گُریز به روم بود، بادان در آذرآبادگان به وی پیوست.
حکیم فردوسی در فرازی از شاهنامه از وی چنین یاد می‌کند:
| چو بادانِ پیروز و چون شیرزیل |  | که با داد بودند و با زور پیل |

احتمال دارد که این شخصیت شاهنامه، همان فرمانروای ایرانی یمن در صدر اسلام باشد، که در تاریخ ایران از وی با عنوان باذان یا باذام یاد شده است.